# Витата стена
Витата стена е скален венец в най-западната част на платото Стражата, над Севлиевското поле. По билото, между селата Яворец и Влайчовци, се простира екопътека, с дължина 22 км. и надморска височина 702 м.
През периода 1962 – 1965 г., проф. Ат. Милчев и К. Койчева провеждат археологически проучвания на Витата стена. На 6 км. западно от с. Здравковец е открито многослойно поселение, просъществувало от каменно-медната епоха до Втората българска държава. Неолитната пещера е включена в списъка на културните ценности, с национално значение.